# Ixora ooumuensis
Ixora ooumuensis är en måreväxtart som beskrevs av Jacques Florence. Ixora ooumuensis ingår i släktet Ixora och familjen måreväxter. Inga underarter finns listade i Catalogue of Life.